# Diogene (vescovo di Novara)
Diogene di Novara (Novara, ... – Novara, ...; fl. V secolo) è stato vescovo di Novara.

## Biografia
La tradizione vuole che Diogene fosse figlio di contadini di Novara.
Nulla si sa della sua ordinazione sacerdotale, eccetto il fatto che venne prescelto dai canonici della basilica di San Gaudenzio a succedere sul trono vescovile ed è questa nel contempo la prima attestazione storica della presenza di una curia strutturata all'interno della Diocesi di Novara.
Alcuni testi lo vogliono invece tra i discepoli di san Gaudenzio, protovescovo della diocesi, il quale lo avrebbe voluto quale successore ma gli avrebbe preferito in primis Agabio ed egli ne sarebbe stato poi il diretto successore. Questo fatto pone ulteriori dubbi circa la posizione cronologica del suo predecessore secondo i dittici della cattedrale, San Lorenzo di Novara, il quale viene visto dalla tradizione come martire al tempo di Flavio Claudio Giuliano e quindi collocabile anche prima dello stesso San Gaudenzio.
Nel dittico presente nella cattedrale di san Gaudenzio a Novara il suo nome era preceduto dall'appellativo "Sanctus" successivamente raschiato.